# Heradida quadrimaculata
Heradida quadrimaculata är en spindelart som beskrevs av Pietro Pavesi 1895. Heradida quadrimaculata ingår i släktet Heradida och familjen Zodariidae.
Artens utbredningsområde är Etiopien. Inga underarter finns listade i Catalogue of Life.